# Carolyn Weston
Pour les articles homonymes, voir Weston.
Carolyn Weston est une femme de lettres américaine, auteure de roman policier et de roman d'espionnage. 

## Biographie
Elle grandit à Hollywood pendant la Grande Dépression. Au cours de la Seconde Guerre mondiale, elle travaille dans une usine d'aviation.
En 1958, elle publie son premier roman, Tormented suivi de Face of my Assassin et Danju Gig, un récit d'espionnage traduit à la Série noire sous le titre Casse-gueule au tiers-monde en 1970.
En 1972, elle prend un nouveau départ et commence une série de trois romans policiers ayant pour héros Casey Kellog, un détective ancien surfeur faisant équipe avec Al Krug à Santa Monica. Le premier roman de la série Pauvre, pauvre Ophélie (Poor, Poor, Ophelia), traduit en 1973 au sein de la collection Série noire, a servi de base pour le pilote de la série télévisée Les Rues de San Francisco.

## Œuvre

### Romans

#### SérieCasey Kellog
- Poor, Poor, Ophelia (1972)
  - Pauvre, pauvre Ophélie, Série noire no 1556 (1973)
- Susannah Screaming (1975)
- Rouse the Demon (1976)

#### Autres romans
- Tormented (1958)
- Face of my Assassin, (1959) (coécrit avec Jan Huckins)
- Danju Gig (1969) (autre titre Spy in Black)
  - Casse-gueule au tiers-monde, Série noire no 1369 (1970)

## Filmographie

### Comme scénariste
- 1966 : 1 épisode de la série télévisée Des jours et des vies

### Comme auteur adapté
- 1972 à 1977 : 120 épisodes de la série télévisée Les Rues de San Francisco, avec Karl Malden et Michael Douglas.
- 1992 : Retour dans les rues de San Francisco, téléfilm américain réalisé par Mel Damski, avec Karl Malden et Debrah Farentino.

## Sources
- Claude Mesplède, Les années "Série noire" : bibliographie critique d'une collection policière, vol. 3 : 1966-1972, Amiens, Editions Encrage, coll. « Travaux / 22 », 1994 (ISBN 978-2-906389-53-3), p. 215-216.
- Claude Mesplède, Les années "Série noire" bibliographie critique d'une collection policière, t. 4 : 1972-1982, Amiens, Encrage, coll. « Travaux » (no 25), 1995 (ISBN 978-2-906389-63-2), p. 41-42.
- Claude Mesplède et Jean-Jacques Schleret, SN, voyage au bout de la Noire : inventaire de 732 auteurs et de leurs œuvres publiés en séries Noire et Blème : suivi d'une filmographie complète, Paris, Futuropolis, 1982 (OCLC 11972030), p. 380
- Claude Mesplède  et   Jean-Jacques Schleret (Éd. rév. de: SN, voyage au bout de la Noire), Les auteurs de la Série noire, 1945-1995, Nantes, Joseph K, coll. « Temps noir », 1996, 627 p. (ISBN 978-2-910686-11-6, OCLC 300207570), p. 483.